# Sphaerophragmium artabotrydis
Sphaerophragmium artabotrydis är en svampart som beskrevs av Doidge 1941. Sphaerophragmium artabotrydis ingår i släktet Sphaerophragmium och familjen Raveneliaceae.   Inga underarter finns listade i Catalogue of Life.